# Copris neglectus
Copris neglectus là một loài bọ cánh cứng trong họ Bọ hung (Scarabaeidae).